# Edificios en calle Pintor Casanova 16, 18 y 20 de Alcoy
Los edificios en calle Pintor Casanova 16, 18 y 20 de la ciudad de Alcoy (Alicante), Comunidad Valenciana, son unos edificios residenciales de estilo modernista valenciano construidos en los años 1908 y 1915, que fueron proyectados por el arquitecto contestano (Cocentaina)  Timoteo Briet Montaud.
El edificio en el número 20 data de 1908 y es el más antiguo de este grupo de edificios proyectado por Timoteo Briet. Consta de planta baja, entreplanta, tres alturas y ático. Está construido en piedra de sillería hasta la entreplanta, el resto del edificio está rematado en estuco. Los balcones están decorados con barandillas de hierro con motivos vegetales.
Los edificios en los números 16 y 18 fueron construidos en 1915 por el mismo arquitecto destinados a viviendas en régimen de alquiler.
El edificio en el número 16 consta de planta baja y tres alturas. La fachada está construida con sillares hasta la primera altura. Los ventanales están rematados por motivos geométricos en la parte superior. 
El edificio en el número 18 consta también de planta baja y tres alturas. La fachada está rematada en ladrillos de color verde con ventanales de color blanco y barandillas curvilíneas de hierro forjado.